# Primelles
Primelles település Franciaországban, Cher megyében. Lakosainak száma 193 fő (2022. január 1.). Primelles Civray, Corquoy, Lapan, Lunery, Mareuil-sur-Arnon, Saint-Ambroix, Saint-Baudel és Venesmes községekkel határos.

## Népesség
A település népessége az elmúlt években az alábbi módon változott:
| Lakosok száma | 336  | 264  | 247  | 257  | 248  | 250  | 247  | 249  | 222  | 193  |
|               | 1968 | 1982 | 1990 | 2006 | 2013 | 2015 | 2017 | 2019 | 2020 | 2022 |